# أبي بن عبد الرحيم الديراني
أبي بن عبد الرحيم الديراني مناضل عربي سوري. ولد في حي الميدان في دمشق عام 1902  لأسرة من الطبقة المتوسطة.
درس في مدرسة التجهيز الأولى (جودة الهاشمي حالياً) ثم دخل كلية الطب في جامعة دمشق.
ساهم في الثورة السورية الكبرى في دمشق، وكان المساعد الرئيسي للمجاهد محمد الأشمر. نفته فرنسا إلى ساحل العاج في عام 1933.
عاد بعد الاستقلال إلى دمشق وتوفي فيها عن عمر 56 سنة.